# バックス (ローマ神話)

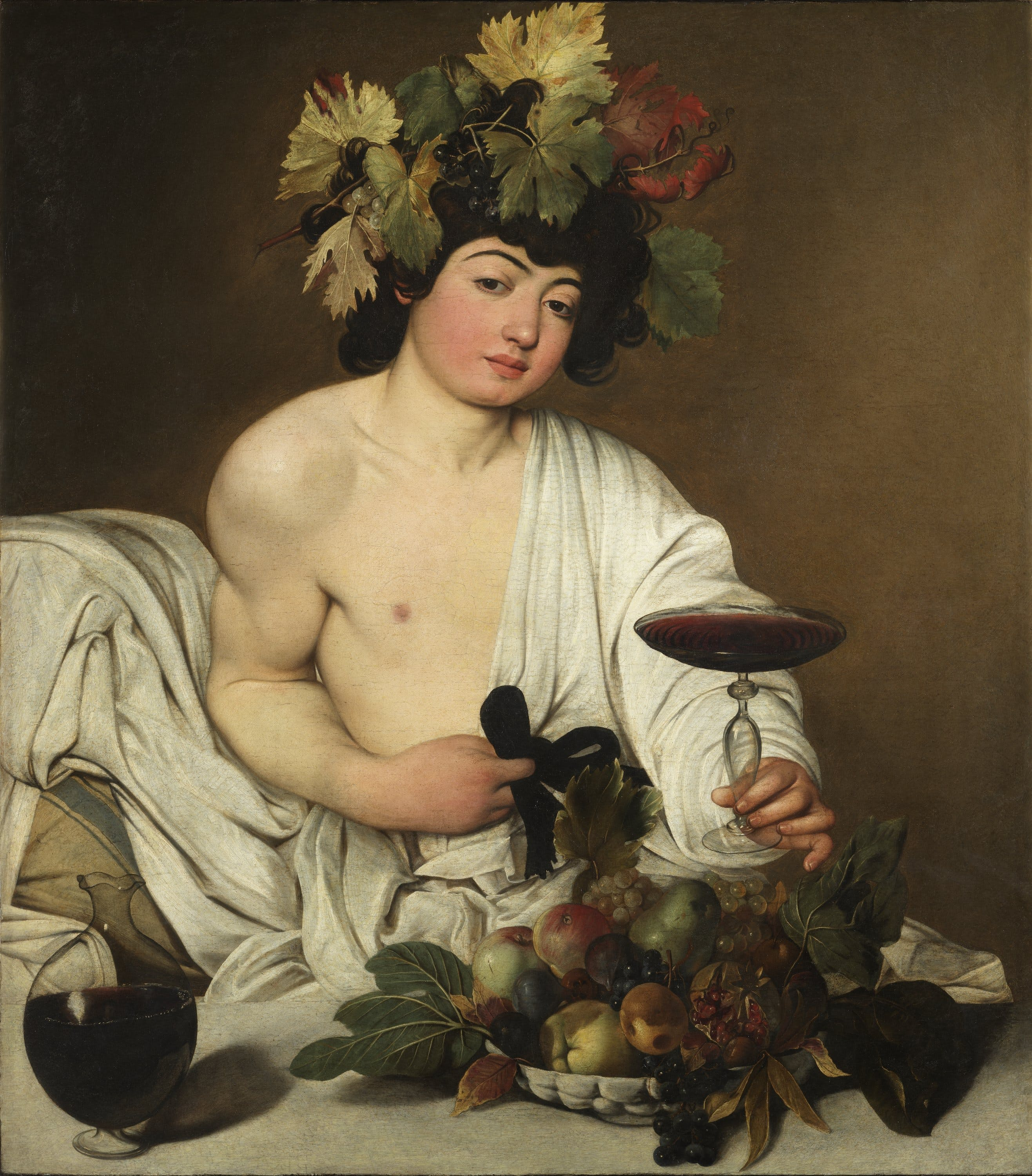
カラヴァッジョ『バッカス』（ウフィツィ美術館）

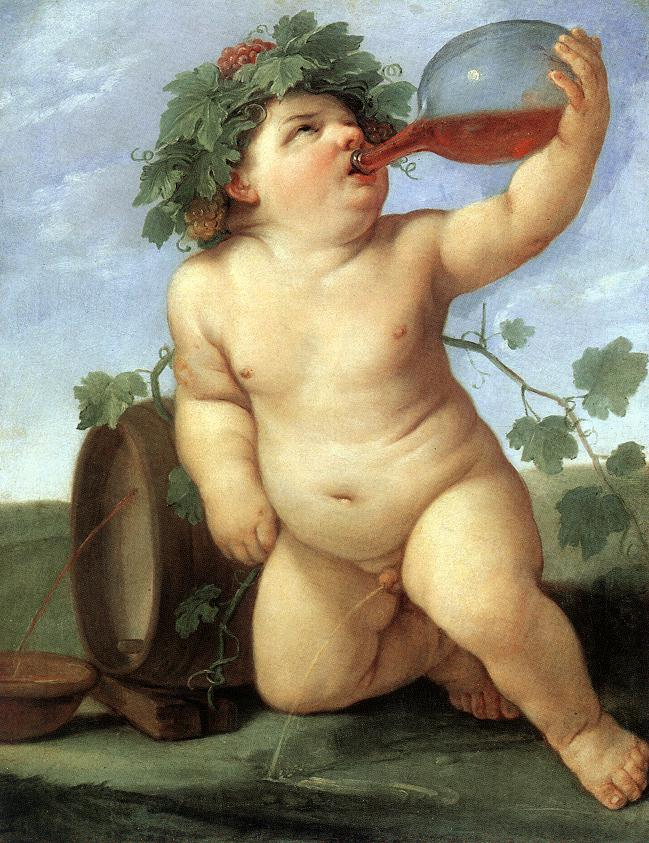
グイド・レーニ『酒を飲むバッカス』（アルテ・マイスター絵画館）

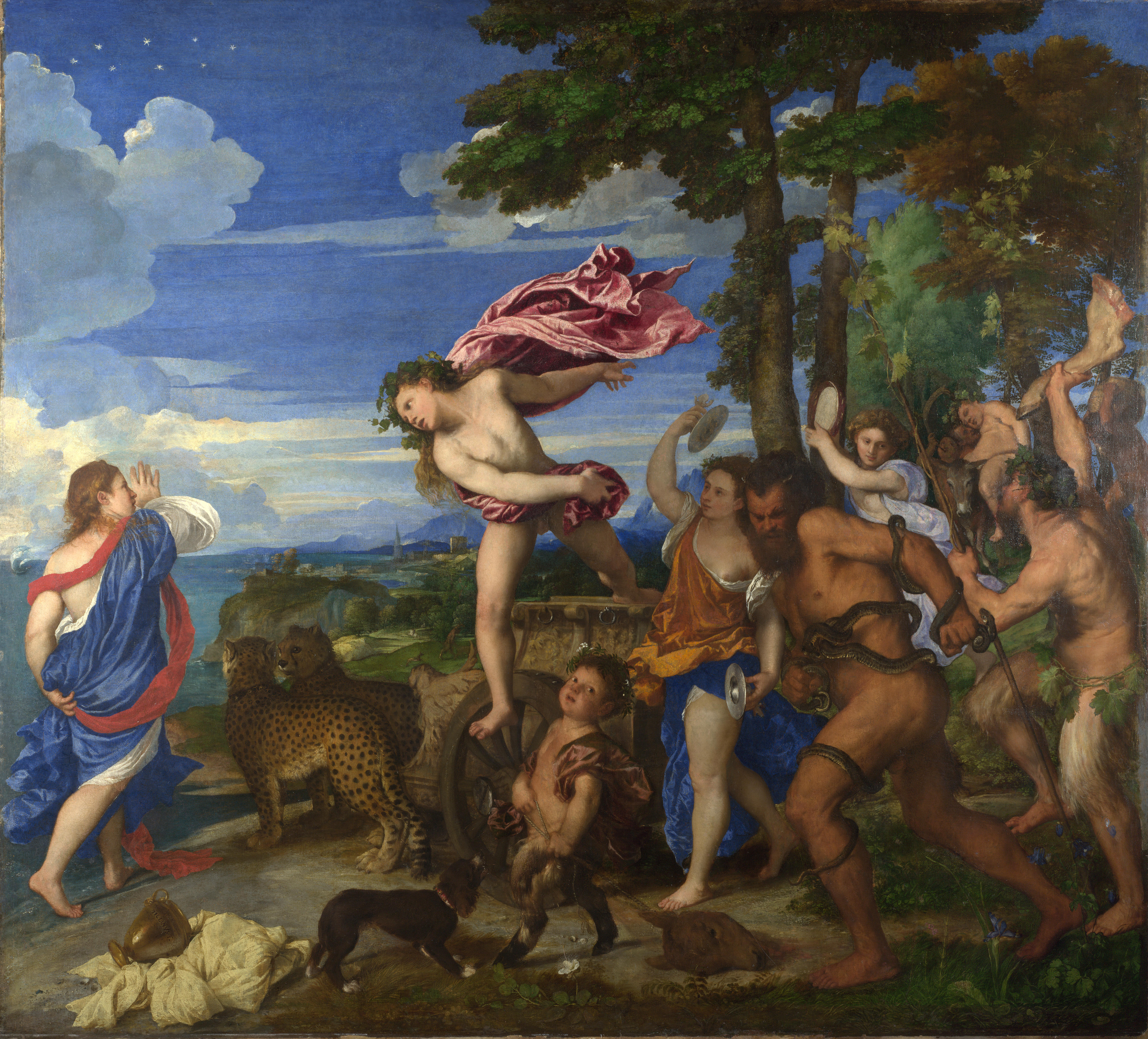
ティティアーノ『バッカスとアリアドネ』（ロンドン・ナショナルギャラリー）

バックス (Bacchus) は、ローマ神話のワインの神である。ギリシア神話のディオニューソスに対応する。ディオニューソスの異名バッコスがラテン語化してバックスとなった。日本ではしばしば英語読みのバッカスで言及される。
イタリアでは、ローマ人の神リーベル (Liber) の崇拝と結びついた（リーベルは本来ディオニューソスと同一神だったと考えられている）。
バックスを称える祭としてバッカナーリア（英語 en:Bacchanalia）がある。